# Sobieští
Sobieští (posky Sobiescy) byl polský šlechtický rod. Zaštiťovali se erbem Janina. Rod ze kterého pocházel např. polský král a velký litevský kníže Jan III. Sobieski.

## Historie
Podle jedné z rodové legendy, která byla vyvrácena mnoha historiky, se jednalo rod, jehož rodokmen vedl až k Leškovi II. Černému, kde byla zmiňována jistá Vizimíra Teodora (polsky Wizimira Teodora), která měla být jeho dcerou. Sám Lešek II. byl však bezdětný. Vznik legendy byl připisován Janu III. Sobieskému, aby dokázal svůj původ.
Další legenda říká, že se jedná o potomky vévody Soběslava (polsky Sobiesław), syna Leška III. (polsky Leszek III.), legendárního vládce dynastie Popielů (polsky Popielidzi, anglicky Popielids).
Rod dosáhl vrcholu své síly a významu na konci 16. a počátku 17. století, kdy jeden z jejich členů byl zvolen polským králem (Jan III. Sobieski). Poslední mužský člen rodu, byl Jakub Ludvík Sobieski, 1667–1737)

## Význam pro Polsko
Rod Sobieských byl spojen s dalšíma vyznanými polskými rody, jako byli např.: Wisniowiečtí (polsky Wiśniowiecscy), Radziwiłłové, nebo Lubomirští (polsky Lubomirscy). Díky výhodným manželským sňatkům získávali vliv a rostli v síle.

## Popis erbu
Rod používal erb známý jako Janina (Clipeus in Clipeum. – Pole v poli. – Terč v terči.).
Rodové motto bylo: "Vel cum hoc, vel super hoc.", tedy "Buď toto, nebo skutečnost."

Erb Jana III. Sobieského
Vlajka Jana III. Sobieského
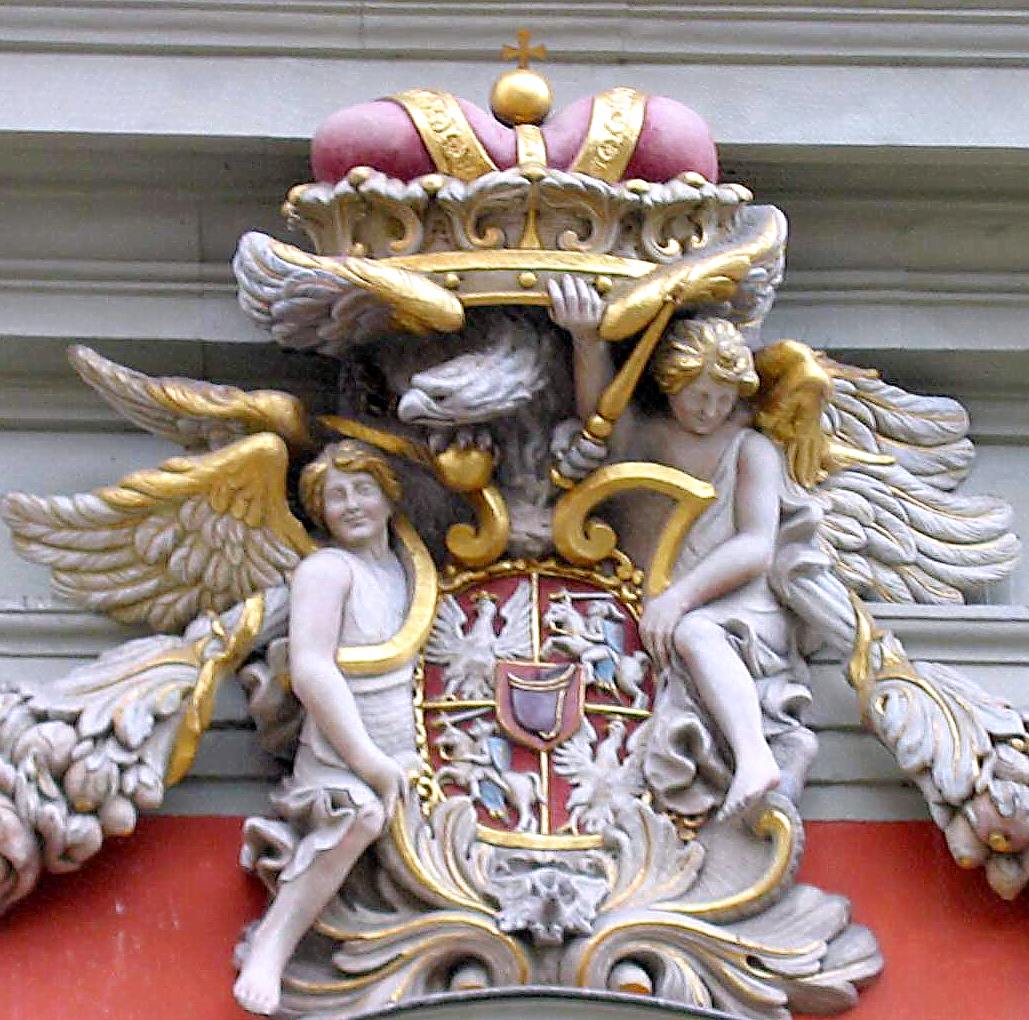
Královská kaple v Gdaňsku. Erb Polska dvou národů – tzv. Polsko-litevská unie (1569–1795) (polsky Rzeczpospolita Obojga Narodów) z doby, kdy vládl Jan III. Sobieský.

## Galerie

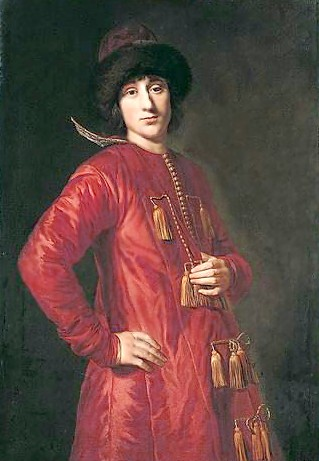
Jan Kupecký: Aleksander Benedykt Sobieski, asi 1690
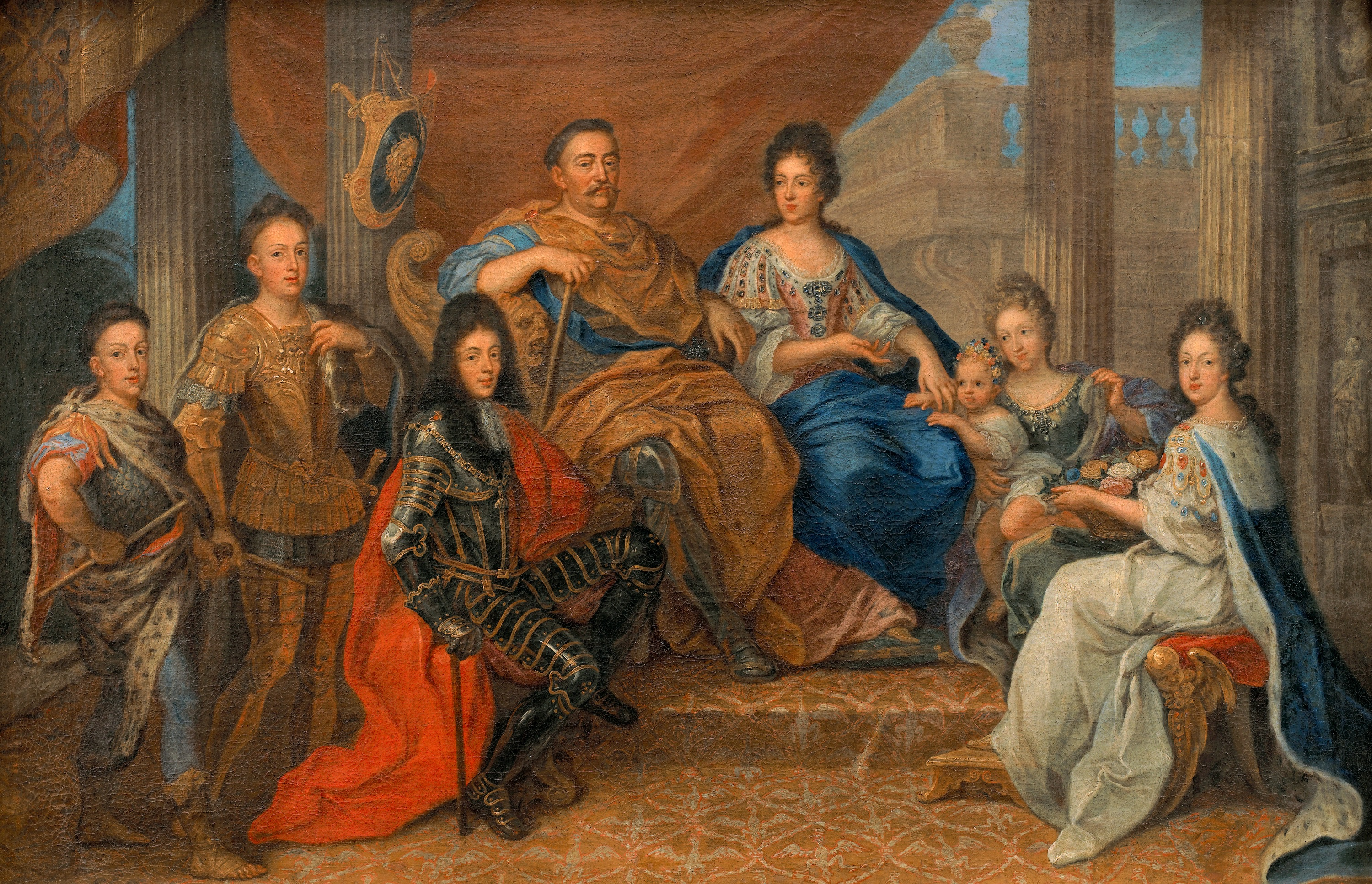
Jan III. Sobieski s rodinou, 1693
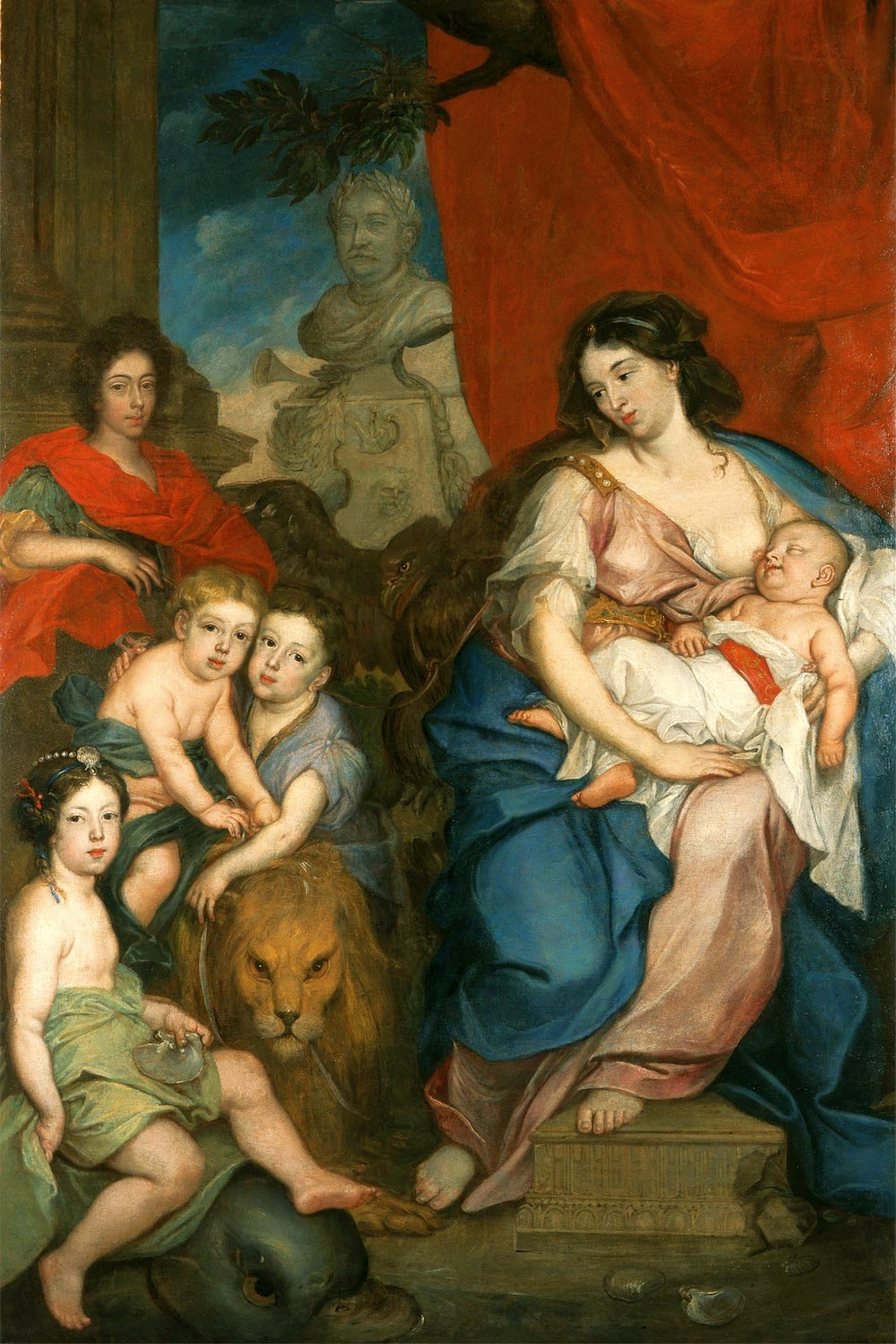
Marie Kazimíra d’Arquien s dětmi. 1684
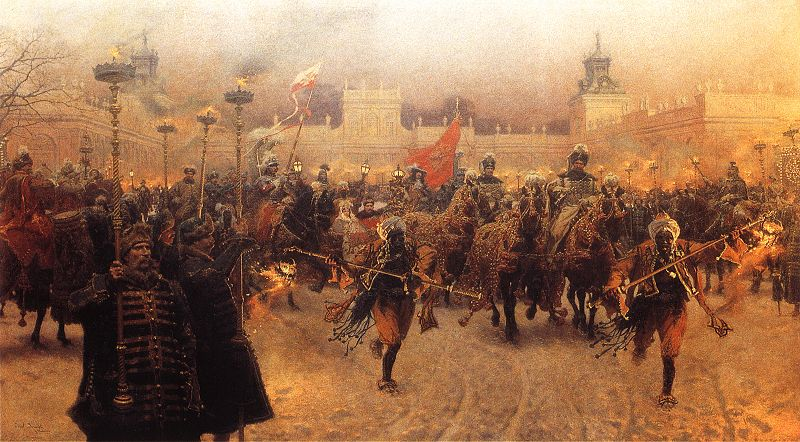
Odjezd Jana III. Sobieského z Wilanowa.
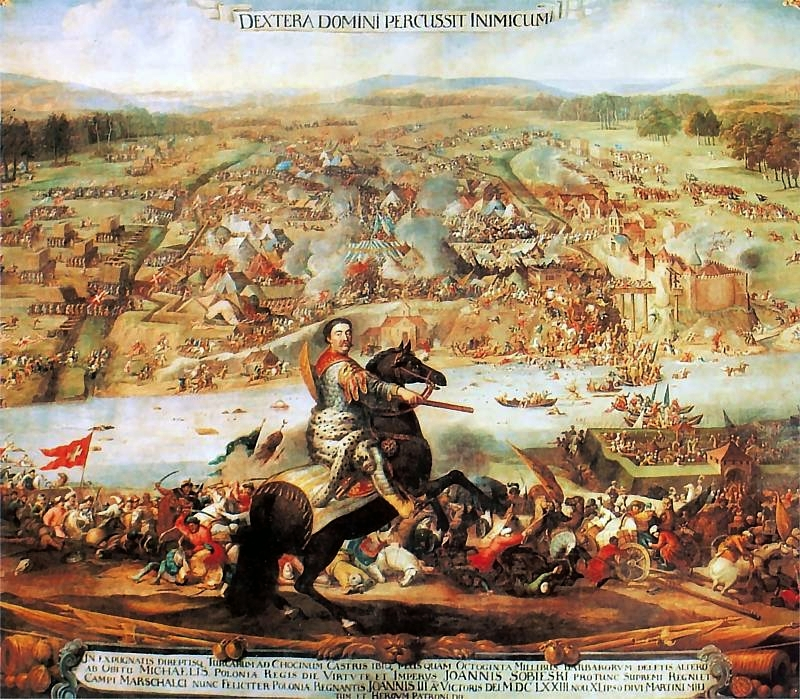
Bitva u Chotyně (polsky Bitwa pod Chocimiem), 11. listopadu 1673, pod velením Jana III. Sobieského
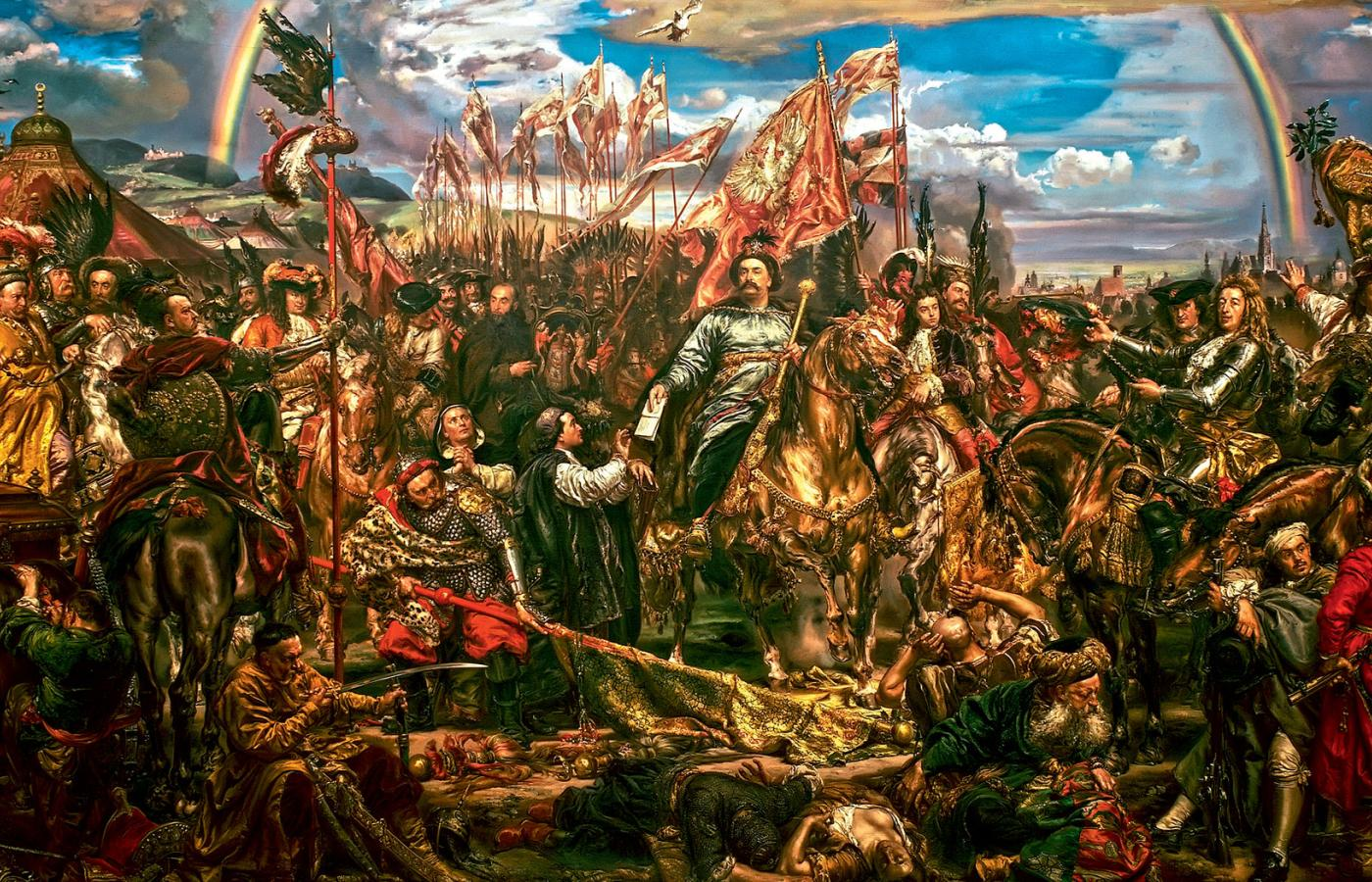
Jan III. Sobieski posílá zprávu o vítězství papeži Klementu X.
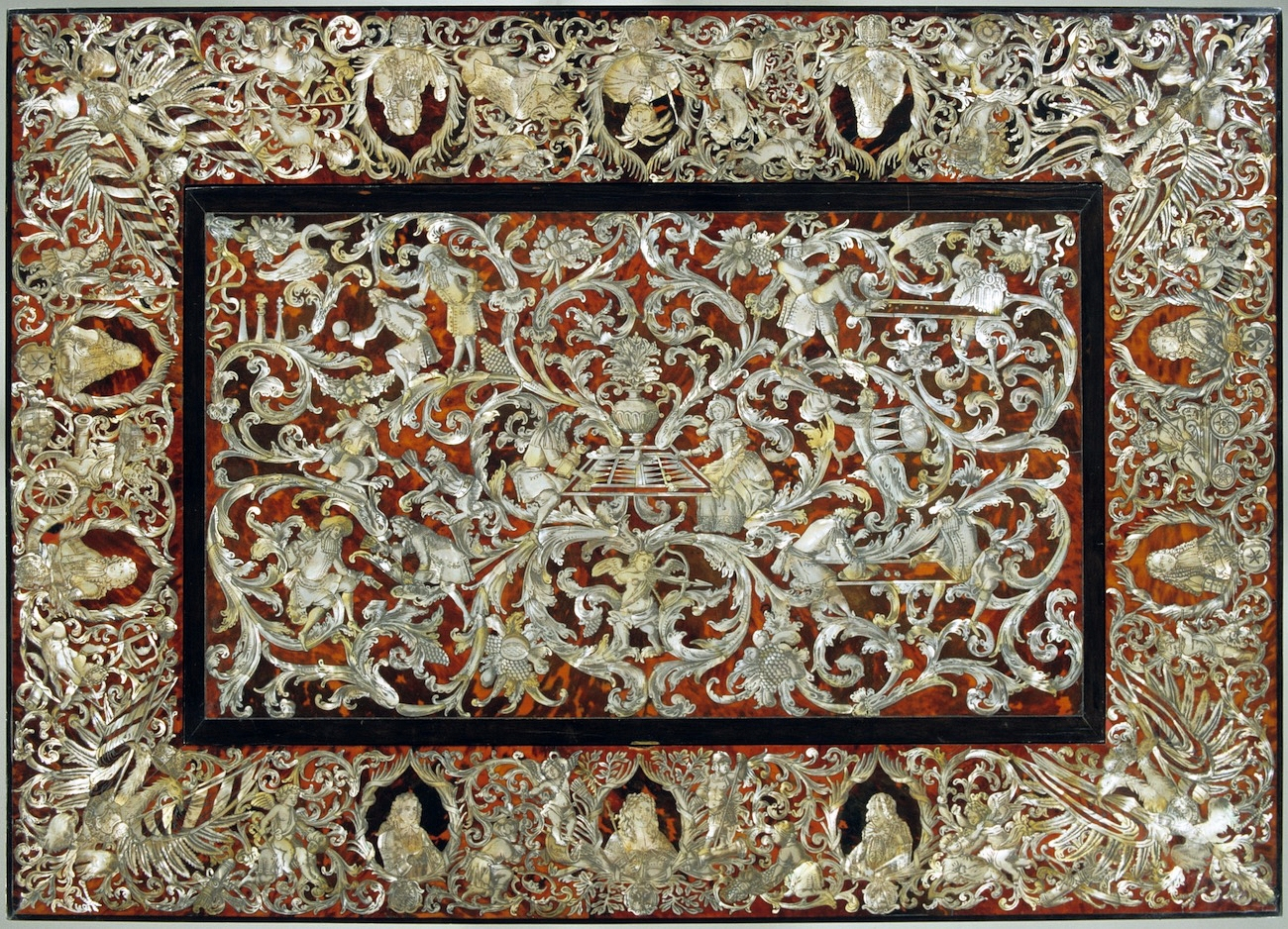
Herní stůl, který patřil Maxmiliánu II. Emanuelovi, mezi 1683 a 1692
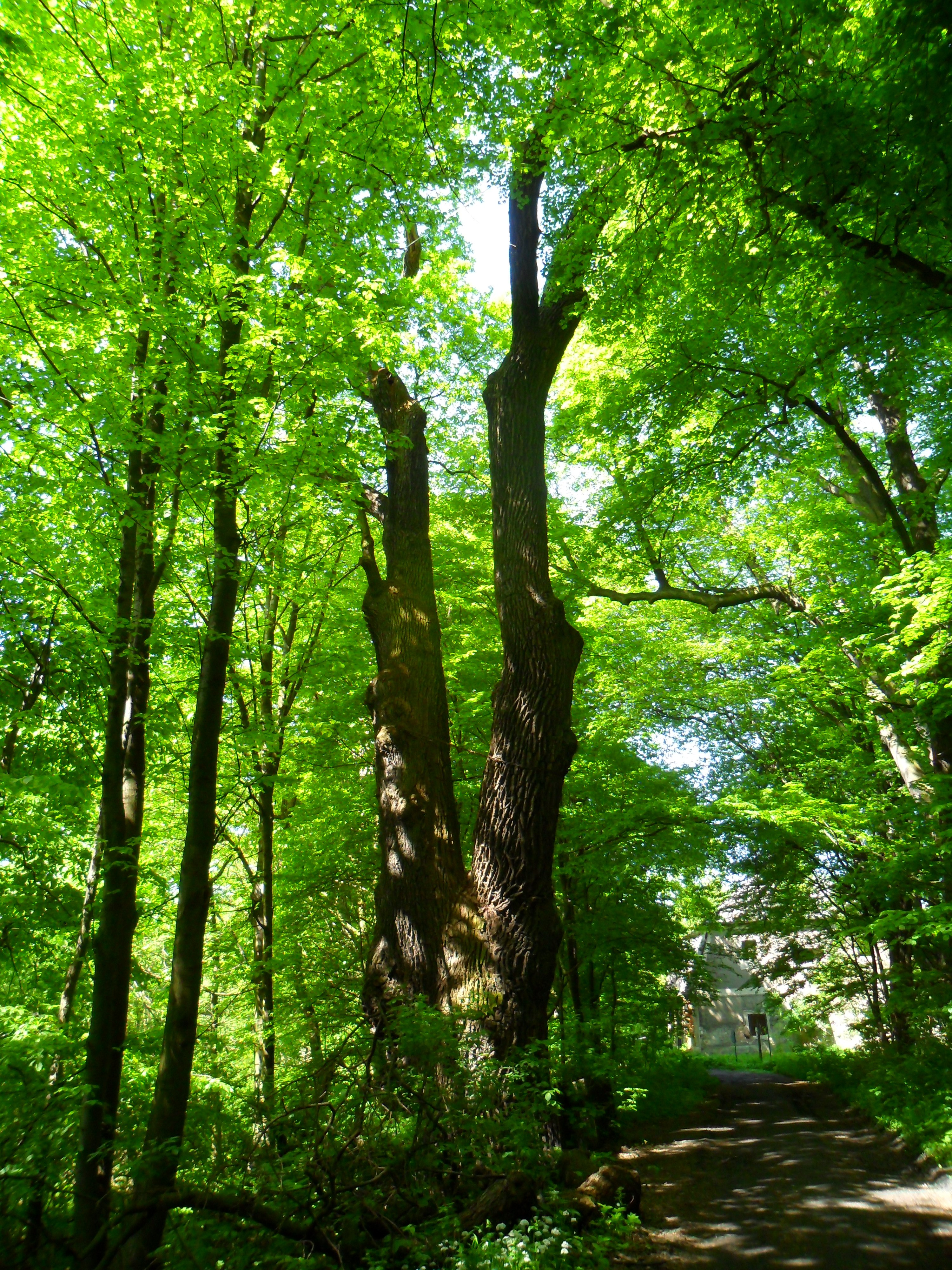
Dub v přírodní rezervaci Łężczok (Raciborz, Polsko), který nese jméno Sobieski (anglicky Sobieski Oak).

## Významní členové rodu
Text v závorkách psaný kurzívou je psán polštinou.
| Portrét | Jméno                                                        | Datum narození | Datum úmrtí | Rodiče                                                        | Manžel / Manželka | Poznámka |
| ------- | ------------------------------------------------------------ | -------------- | ----------- | ------------------------------------------------------------- | --- | --- |
|         | Stanislav Sobieski (Stanisław Sobieski)                      | okolo 1450     | 1508/1516   | Mikuláš Sobieski Hedvika (Jadwiga)                            | Markéta Křyněcká (Małgorzata Krzyniecka)                                                                                            | Polský šlechtic. První doložený majitel Soběšína (Sobieszyn, Lublinské vojvodství).                          |
|         | Petr Sobieski (Piotr Sobieski)                               | ok. 1460       | po 1508     | Mikuláš Sobieski Hedvika (Jadwiga)                            | Neznámá dívka z vesnice Bychavka (Bychawka, poblíž města Bychawa, Lublinské vojvodství)                                             | Polský šlechtic, majitel zaniklé vesnice Lendo (Lędo)                                                        |
|         | Sebastián Sobieski (Sebastian Sobieski)                      | ok. 1486       | 1557        | Stanislav Sobieski Markéta Křyněcká                           | Barbara Gielčevská (Barbara Giełczewska)                                                                                            | Polský šlechtic, prapředek rodu                                                                              |
|         | Jan Sobieski                                                 | ok. 1518       | 1564        | Sebastián Sobieski Barbara Gielčevská                         | Kateřina Gdešyňská (Katarzyna Gdeszyńska)                                                                                           | Rotmistr kavalérie                                                                                           |
|         | Marek Sobieski                                               | ok. 1550       | 1605        | Jan Sobieski Kateřina Gdešyňská                               | Hedvika Snopkovská (Jadwiga Snopkowska) Kateřina Tečynská (Katarzyna Tęczyńska)                                                     | Lublinský vévoda                                                                                             |
|         | Sebastian Sobieski                                           | ok. 1552       | 1614        | Jan Sobieski Kateřina Gdešyňská                               | Anna Zebřydovská (Anna Zebrzydowska)                                                                                                | Praporčík velké koruny (Chorąży wielki koronny)                                                              |
|         | Jakub Sobieski                                               | 1590           | 1646        | Marek Sobieski Hedvika Snopkovská (Jadwiga Snopkowska)        | Marianna Wiśniowecká (Marianna Wiśniowiecka) Žofie Teofila Danilowiličovna (Zofia Teofila Daniłowiczówna)                           | polský magneter, poslanec sejmu                                                                              |
|         | Aleksandra Sobieska                                          | ok. 1590       | 1645        | Marek Sobieski Hedvika Snopkovská                             | Kryštof Wesolovský (Krzysztof Wiesiołowski)                                                                                         | žena maršálka sejmu Polského království a Litvy                                                              |
|         | Marek Sobieski                                               | 1628           | 1652        | Jakub Sobieski Žofie Teofila Danilowiličovna                  | - | Starosta Javoriva (Jaworów) a Krasnystavu (Krasnystaw). Rotmistr korunních vojsk (rotmistrz wojsk koronnych) |
|         | Jan III Sobieski                                             | 1629           | 1696        | Jakub Sobieski Žofie Teofila Danilowiličovna                  | Marie Kazimíra d’Arquien | polský král                                                                                                  |
|         | Kateřina Sobieská (Katarzyna Sobieska)                       | 1634           | 1694        | Jakub Sobieski Žofie Teofila Danilowiličovna                  | Vladislav Dominik Zaslawski-Ostrogski (Władysław Dominik Zasławski-Ostrogski) Michal Kazimír Radziwill (Michał Kazimierz Radziwiłł) | Místokancléřka manželka polního hejtmana Litvy (hetmanowa polna litewska)                                    |
|         | Jakub Ludvík Sobieski (Jakub Ludwik Sobieski)                | 1667           | 1737        | Jan III. Sobieski Marie Kazimíra d’Arquien                    | Hedvika Alžběta Amálie Falcko-Neuburská                                                                                             | Uchazeč o trůny: Polska, Pruska, Moldávie a Litvy                                                            |
|         | Tereza Kunhuta Sobieská (Teresa Kunegunda Sobieska)          | 1676           | 1730        | Jan III Sobieski Marie Kazimíra d’Arquien                     | Maxmilián II. Emanuel | žena bavorského kurfiřta, znám jako Modrý kurfiřt                                                            |
|         | Alexandr Benedikt Sobieski (Aleksander Benedykt Sobieski)    | 1677           | 1714        | Jan III Sobieski Marie Kazimíra d’Arquien                     | - | polský kralevic                                                                                              |
|         | Konstantin Vladislav Sobieski (Konstanty Władysław Sobieski) | 1680           | 1726        | Jan III Sobieski Marie Kazimíra d’Arquien                     | Marie Josefa Wessel (Maria Józefa Wessel)                                                                                           | polský kralevic                                                                                              |
|         | Marie Karolína Sobieská (Maria Karolina Sobieska)            | 1697           | 1740        | Jakub Ludvík Sobieski Hedvika Alžběta Amálie Falcko-Neuburská | Frédéric Maurice de La Tour d'Auvergne, vévoda bouillonský Charles Godefroy de La Tour d'Auvergne                                   | Kněžna de Turenne Francouzská komornice                                                                      |
|         | Marie Klementina Sobieská (Maria Klementyna Sobieska)        | 1701           | 1735        | Jakub Ludvík Sobieski Hedvika Alžběta Amálie Falcko-Neuburská | Jakub František Stuart | Uchazečka o trůn: Skotska, Irska a Anglie                                                                    |

## Paláce

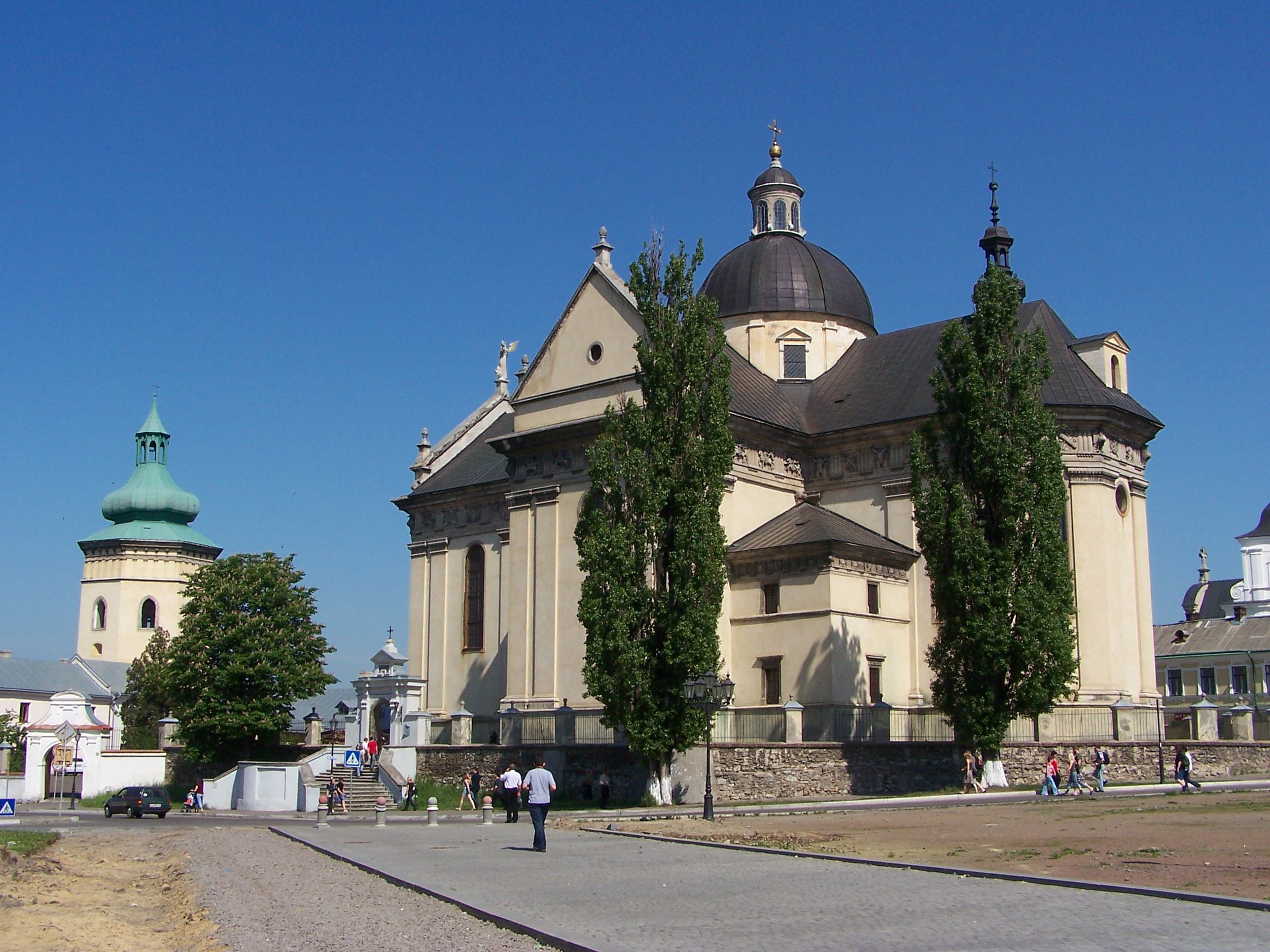
Kostel sv. Vavřince. Nekropole rodu Žulkievských (polsky Żółkiewscy herbu Lubicz) a Sobieských.
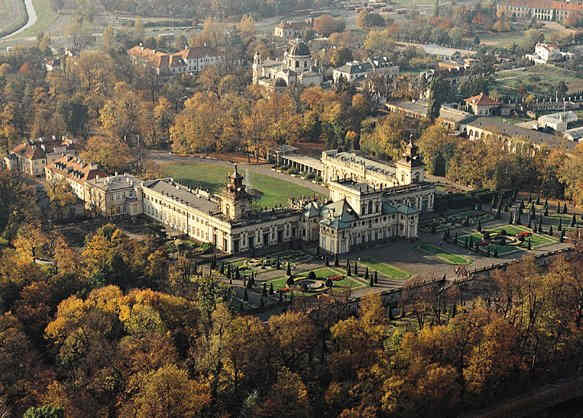
Královský palác Wilanów[5] ve Varšavě
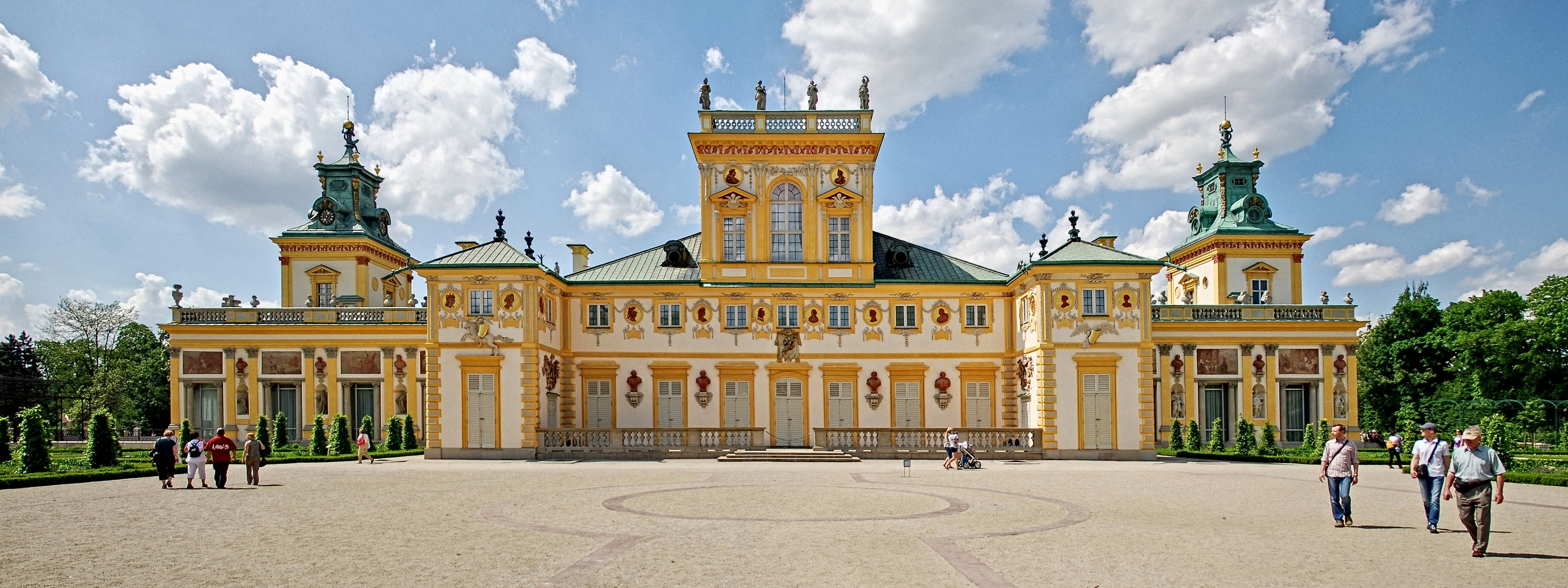
Zámek Wilanów[5], Varšava

## Slavní potomci
Mezi potomky Jana III. Sobieského byl jeden císař Svaté říše římské (současně český král a německý král), sedm králů Saska (současně varšavský vévoda), jeden král Bavorska, dva králové Itálie (současně císař Etiopie a král Albánie), jeden bulharský car, jeden císař Rakouska (současně král Maďarska), jedna manželka krále Španělska a jedna titulární královna Anglie, Irska a Skotska.

### Rodový strom
- Jan III. Sobieski ∞ Marie Kazimíra Louise de La Grange d'Arquien
  - Tereza Kunhuta Sobieská ∞ Maximilián II. Maria Emanuel Kajetán, Modrý kurfiřt, vévoda a kurfiřt bavorský z rodu Wittelsbachů, místodržící Španělského Nizozemí
    - Karel VII. Bavorský 
      - Marie Antonie Bavorská
        - Fridrich August I. Saský 
        - Antonín Saský 
        - Maximilián Saský dědičný princ Saska ∞ Princezna Karolína Marie Tereza Parmská (potomek krále Stanislava I. Leszczyńského)
          - Princezna Marie Anna Saská (1799)
            - Arcivévodkyně Augusta Ferdinanda Toskánská
              - Ludvík III. Bavorský 

            - Fridrich August II. Saský 
            - Jan I. Saský 
              - Alžběta Saská
                - Markéta Savojská (1851)
                  - Viktor Emanuel III. Italský 
                    - Umberto II. Italský 
                    - Jana Savojská ∞ Boris III. bulharský car
                      - Simeon II. Saxe-Coburg-Gotha 

              - Albert I. Saský 
              - Jiří I. Saský 
                - Fridrich August III. Saský 
                - Marie Josefa Saská
                  - Karel I. 

            - Marie Josefa Saská španělská královna

  - Jakub Ludvík Sobieski
    - Marie Klementina Sobieská (titulární Královna Anglie, Irska a Skotska)